# Oxyoppia sadbinia
Oxyoppia sadbinia är en kvalsterart som först beskrevs av Shtanchaeva 1984.  Oxyoppia sadbinia ingår i släktet Oxyoppia och familjen Oppiidae. Inga underarter finns listade i Catalogue of Life.